# Theo Mackeben
Theo Mackeben född Theo von Mackeben 5 januari 1897 i Preußisch Stargard Västpreussen död 10 januari 1953 i Berlin, kompositör, kapellmästare och musiker (pianist).

## Filmmusik i urval
- 1951 - Smekmånad i Tyrolen
- 1944 - ... och alla dessa kvinnor
- 1934 - Storhertigens finanser